# B From Marcy Place
Don Omar Presents: B from Marcy Place es el álbum de estudio debut del grupo de bachata Marcy Place, integrado por el arreglista dominicano JC y los hermanos puertorriqueños Joey y Billy Pabón. Fue publicado el 16 de diciembre de 2008 por Orfanato Music Group y Siente Music, e incluye colaboraciones con Don Omar, Rell, Wisin & Yandel, Jayko y Divino.
Fue su único álbum como agrupación, esto debido a su separación silenciosa. En 2020, fue anunciado la muerte de uno de los integrantes, Joey, un homicidio con disparo a quemarropa del cual no se esclarecieron más detalles.

## Concepto
Durante la grabación de «Canción de amor» en el estudio de Lenny Santos, se encontraba Juan Cabrera “JC” cumpliendo su rol como ingeniero de sonido. Luego de presentar al cantante puertorriqueño un par de grabaciones realizadas por los hermanos Pabón, este decide firmar a los tres con la idea de un álbum para su nuevo sello discográfico, Orfanato Music Group, notando que JC tenía potencial como intérprete y compositor. Dentro del álbum, 7 canciones fueron realizadas por JC, notando un factor autobiográfico en sus composiciones. El nombre de la agrupación fue idea de Don Omar, debido a que los conoció en el estudio ubicado en esa calle del Bronx.
Los hermanos Pabón destacan que el álbum contiene una variedad de géneros musicales, esto debido a sus influencias pasadas, de niñez escuchando salsa y merengue de Marc Anthony y Olga Tañón, mientras en su adolescencia fueron introducidos a la bachata y sus intérpretes dominicanos como Aventura, Frank Reyes y El Torito. Ellos también se destacaban como bailarines y cantando R&B, siendo incluida la canción en inglés «Unfaithful» junto al rapero Rell.

## Promoción
Con la publicación del sencillo «Todo lo que soy» y presentados por Don Omar, tuvieron su concierto debut en República Dominicana en mayo. El sencillo se mantuvo dentro del top 15 del listado Tropical de Billboard por más de 35 semanas, lo que atrajo la atención de la subsidiaria Siente Music, quienes firmaron a la banda y anunciaron una fecha inicial para la publicación del álbum, esto para el 25 de noviembre del mismo año. La publicación definitiva fue el 16 de diciembre, donde anunciaron una gira por Estados Unidos y una presentación especial en el Teatro Ambassador de Santurce, con invitados como Ivy Queen, Tego Calderón y Daddy Yankee.

## Lista de canciones
| N.º   | Título                                             | Duración |  |
| 1.    | «Intro» (Don Omar, Wisin, Divino, Tito el Bambino) | 1:30     |  |
| 2.    | «Todo lo que soy»                                  | 3:46     |  |
| 3.    | «Dame un chance (Nena)»                            | 3:56     |  |
| 4.    | «El parque» (con Don Omar)                         | 3:37     |  |
| 5.    | «Estás aquí»                                       | 3:52     |  |
| 6.    | «Yo sin ti»                                        | 3:14     |  |
| 7.    | «Llámala (Interludio “Yo sin ti”)»                 | 0:29     |  |
| 8.    | «Sé que me amas»                                   | 3:14     |  |
| 9.    | «Qué hiciste»                                      | 3:37     |  |
| 10.   | «Unfaithful» (con Rell)                            | 4:00     |  |
| 11.   | «Perdido (Remix)» (con Jayko, Wisin & Yandel)      | 4:18     |  |
| 12.   | «Pobre corazón (Remix)» (con Divino)               | 3:59     |  |
| 39:31 |                                                    |          |  |

## Créditos y personal
Parcialmente adaptados desde AllMusic.
- Lenny Santos – Producción de audio.
- Juan Carlos Cabrera	“JC” – Composición, producción de audio.
- Joey Pabón, Billy Pabón – Intérpretes.
- William Landrón Rivera – Composición, intérprete invitado, productor ejecutivo.
- Wilbut Gerrell Gaddis (Rell) – Composición, intérprete invitado (10).
- Llandel Veguilla – Composición, intérprete invitado (11).
- John Steve Correa (Jayko) – Composición, intérprete invitado (11).
- Wisin – Intérprete invitado (11).
- Daniel Velázquez – Composición, intérprete invitado (12).

## Posicionamiento en listas
| Listas (2009)                     | Mejor posición |
| --------------------------------- | -------------- |
| Estados Unidos (Top Latin Albums) | 68             |
| Estados Unidos (Tropical Albums)  | 7              |